# Diederik van Rooijen
Diederik van Rooijen, a volte citato come Diederik Van Rooijen (26 dicembre 1975), è un regista olandese.

## Biografia

### Cinema
Van Rooijen si è laureato nel 2001 alla Netherlands Film Academy con il suo film in lingua inglese Chalk. Chalk è stato anche uno dei film di laurea del direttore della fotografia Lennert Hillege. Van Rooijen e Hillege hanno lavorato insieme a molti film negli anni successivi, tra cui Mass (2005), De bode (2005), Bollywood Hero (2009), Stella's oorlog (2009), Taped (2012) e Daylight (Daglicht) (2013). 
Nel 2002, ha diretto il film A Funeral for Mr. Smithee che segue una ragazza senza nome (Priscilla Knetemann) che seppellisce un uccello morto. Il suo cortometraggio Babyphoned ha vinto il premio NPS per il miglior cortometraggio al Netherlands Film Festival del 2002. 
Van Rooijen ha fatto il suo debutto cinematografico con il film Zulaika del 2003. Il film è il primo film giovanile delle Antille parlato interamente in papiamento. 
Van Rooijen ha vinto il Premio UNESCO Prix Jeunesse per il suo film Genji (2006). 
Il suo film del 2007 Een trui voor kip Saar è stato realizzato durante il Netherlands Film Festival del 2007 su richiesta dell'ospite d'onore Burny Bos, che gli aveva chiesto di adattare il suo omonimo libro per bambini del 1986.
Van Rooijen si è trasferito a Los Angeles alla fine del 2014 per lavorare a progetti negli Stati Uniti. Van Rooijen ha debuttato a Hollywood con il film horror del 2018 L'esorcismo di Hannah Grace.
Nel 2019, ha diretto il film Penoza: The Final Chapter, episodio cinematografico della serie televisiva Penoza, da lui anche diretta. Penoza: The Final Chapter è stato il film olandese più visto del 2019. 

### Televisione
Ha diretto la serie televisiva olandese Penoza e gli episodi delle serie televisive Meiden van de Wit, Parels & zwijnen, Keyzer & De Boer Advocaten e Spoorloos verdwenen. La serie televisiva Penoza è stata adattata nella serie drammatica americana del 2013 Red Widow di Melissa Rosenberg. Penoza è stato anche adattato nella serie televisiva svedese del 2015 Gåsmamman.
Van Rooijen ha anche diretto molti spot pubblicitari per la catena di supermercati olandese Albert Heijn con Harry Piekema nel ruolo di un direttore di supermercato. Van Rooijen ha anche realizzato spot pubblicitari per altre aziende e marchi, come McDonald's, KPN, Ziggo e Unox.  Ha vinto un Leone di bronzo al Festival di Cannes nel 2006 per il suo spot pubblicitario della Volkswagen GTI. 
Nel 2019, Van Rooijen ha lavorato alla serie televisiva Heirs of the Night basata sulla serie di libri tedesca Die Erben der Nacht scritta da Ulrike Schweikert.  Il primo episodio è andato in onda nell'ottobre 2019 e una seconda stagione è andata in onda nel 2020.
Ha anche diretto la serie televisiva poliziesca del 2023 Anoniem. 

## Filmografia

### Cinema
- Chalk - cortometraggio (2001)
- A Funeral for Mr. Smithee - cortometraggio (2002)
- Babyphoned - cortometraggio (2002)
- Zulaika (2003)
- Mass - cortometraggio (2005)
- De bode - cortometraggio (2005)
- Dummy - cortometraggio (2006)
- Genji - cortometraggio (2006)
- Een trui voor kip Saar - cortometraggio (2007)
- Het boze oog - cortometraggio (2007)
- Bollywood Hero (2009)
- Stella's oorlog (2009)
- Taped (2012)
- Daglicht (2013)
- L'esorcismo di Hannah Grace (The Possession of Hannah Grace) (2018)
- Penoza: The Final Chapter (2019)

### Televisione
- Meiden van de Wit - serie TV (2003–2005)
- Parels & zwijnen - serie TV (2005–2008)
- Keyzer & De Boer Advocaten - serie TV (2005-2008)
- Spoorloos verdwennen - serie TV (2006)
- Deadline - serie TV (2008)
- Penoza - serie TV (2010–2015)
- Heirs of the Night - serie TV (2019–2020)
- Legacy - serie TV (2023)
- Anoniem - serie TV (2023)
- Sphinx - serie TV (2024)